# Neudeck (Prusse-Orientale)
Pour l’article homonyme, voir Ogrodzieniec (Voïvodie de Silésie).
Ogrodzieniec [ɔgrɔˈdʑɛɲɛts] (en allemand : Neudeck) est un lieu-dit de la gmina de Kisielice peuplé d'environ 300 habitants. Le village est situé dans la partie ouest de la région historique de Prusse (Pomésanie), près de la route d'Iława à Kisielice ; il appartient au powiat d'Iława au sein de la voïvodie polonaise de Varmie-Mazurie.
Dès 1773, l'ancien manoir faisait partie de la province de Prusse-Occidentale, incorporé dans l'arrondissement de Rosenberg. C'est là que se trouvait la maison de campagne du président du Reich allemand Paul von Hindenburg qui y mourut le 2 août 1934.

## Histoire
Bien que Neudeck, nom avant 1945, sonne allemand, il vient probablement du vieux-prussien Nejdekai. Le village fut fondé vers l'an 1320 par un noble du nom d'Albert qui reçut du chapitre de l'évêché de Pomésanie au sein de l'État teutonique le privilège d'institution. Lors de la guerre entre Casimir IV Jagellon, grand-duc de Lituanie, et les Teutoniques, le village fut détruit complètement en 1444. Conformément aux dispositions du traité de Thorn, Neudeck et le sud de la Pomésanie resta à l'État teutonique ; en 1543, après la création du duché de Prusse, le village ne comptait plus que deux paysans.

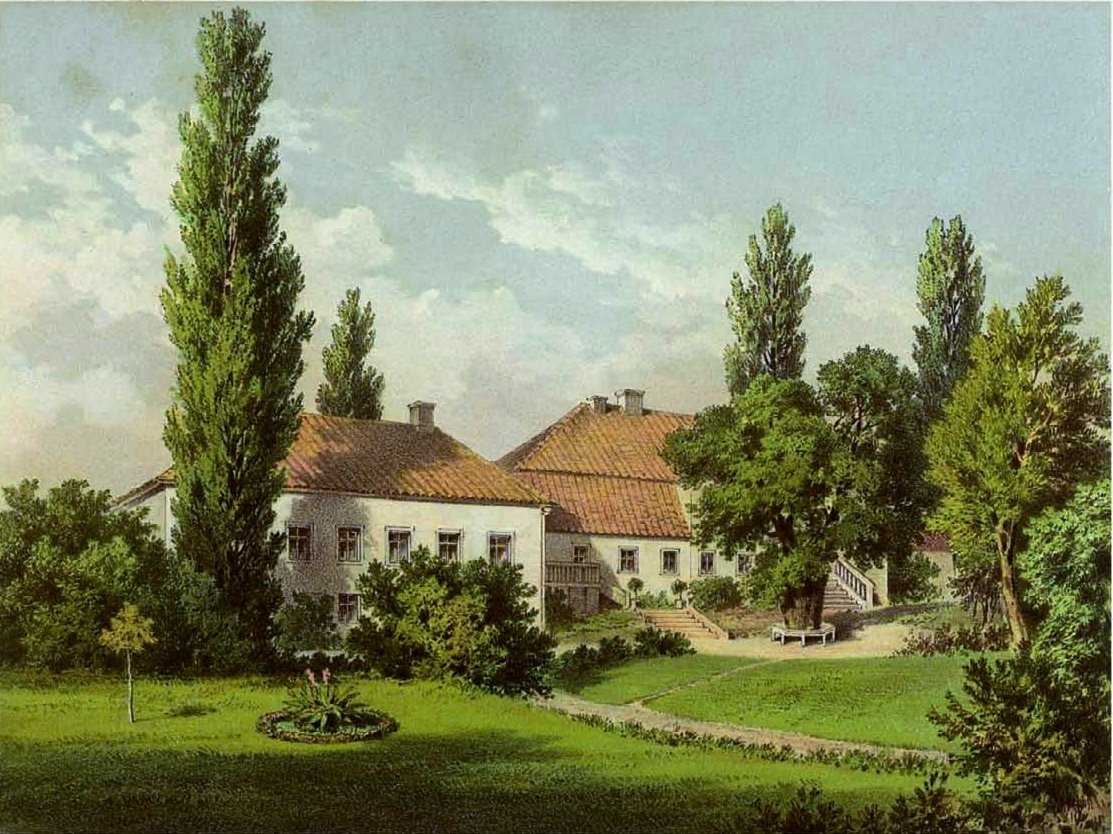
Alexander Duncker : Le manoir de Neudeck en 1860.

Le premier Hindenburg à s'y établir fut le colonel Otto Friedrich von Hindenburg (décédé le 10 janvier 1765). Il descendait d'une famille de la noblesse de l'Altmark qui faisant partie de la suite des margraves de Brandebourg était acheminée vers la Nouvelle-Marche. Pour ses mérites dans les guerres de Silésie, il reçut du roi Frédéric II les propriétés de Neudeck et de Limbsee (aujourd'hui : Limża) qui à partir de 1772 appartiennent à la province de Prusse-Occidentale. Otto Friedrich resté sans enfants eut pour héritières ses sœurs Sophie et Barbara. Après la mort de Barbara en 1778, les biens passèrent à son petit-fils Otto Gottfried von Beneckendorff (1749-1827), arrière-grand-père du président du Reich, mais à la condition qu'il reprendrait le nom et les armoiries des Hindenburg. Ce privilège lui fut accordé le 2 janvier 1789 par le roi Frédéric-Guillaume II de Prusse et les membres de la famille portèrent depuis le double nom von Beneckendorff et von Hindenburg. Otto Gottfried construisit à cette époque la vieille gentilhommière de Neudeck, une construction à deux étages avec six mansardes à l'étage supérieur.
Après la mort d'Otto Gottfried en 1827, son fils Otto Ludwig hérita de la propriété. Il transforma Neudeck en majorat qu'il laissa à Albert, le plus âgé de ses quatre fils. Les trois frères plus jeunes, dont le dernier était Robert, père de Paul von Hindenburg, firent une carrière d'officier dans l'Armée prussienne. Albert épousa en 1830 une riche héritière de la région d'Eylau, Lina von Polenz à Langenau (aujourd'hui : Łęgowo). Après leur mort Langenau revint à leur fils Günther et Neudeck à sa sœur Lina (1853-1927). Elle épousa son cousin Otto (1849-1908), frère de Paul von Hindenburg. Après la mort de son mari, Lina resta unique propriétaire de Neudeck. Très fortement surendettée, elle se trouva contrainte d'offrir à la vente le domaine.

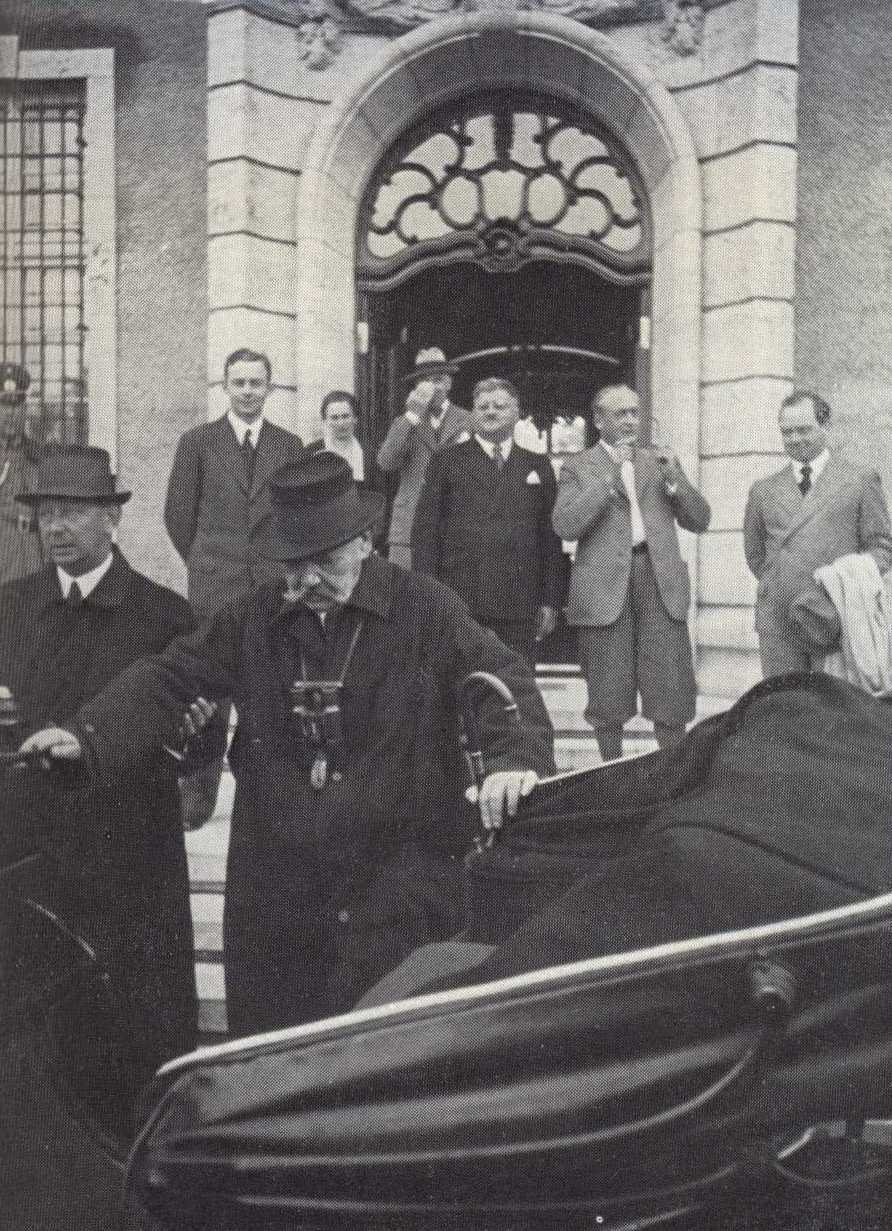
Hindenburg montant dans une voiture à Neudeck, 1934.

À l'occasion du 80e anniversaire du maréchal von Hindenburg, en 1927, le junker conservateur et lobbyiste Elard von Oldenburg-Januschau, qui habitait au manoir de Januschau (aujourd'hui : Różanki) près de Neudeck et a été l'un des membres les plus influents de la camarilla du président, lança une souscription pour acheter la propriété de Neudeck et la donner au chef de l'État comme cadeau du peuple allemand. L'opération Hindenburgpfennig réussit et le maréchal put prendre possession des lieux en 1928. La propriété a été officiellement transférée à son fils Oskar von Hindenburg (1883-1960) afin d'économiser l'impôt successoral. Cela, ainsi que le fait que durant la crise économique mondiale le domaine a reçu des aides d'État substantielles (Osthilfe), a suscité un malaise croissant dans l'opinion publique.
Pendant les deux ans qui suivirent l'acquisition, Hindenburg fit agrandir la gentilhommière qui eut désormais trois étages avec un toit mansardé. Le président ne manqua jamais de s'y rendre chaque fois que sa présence personnelle n'était pas nécessaire à Berlin, c'est ici qu'eurent lieu un grand nombre d'entretiens importants qui influencèrent de façon décisive le destin du Reich allemand. Après la mort de Hindenburg, c'est son fils Oskar, général de corps d'armée, qui a repris possession de Neudeck. En 1945, à la fin de la Deuxième Guerre mondiale, Margarete von Hindenburg, l'épouse d'Oskar, a fui le village avec quelque 150 habitants ; sa maison fut saccagée et incendiée par les soldats de l'Armée rouge. Selon les résolutions de la conférence de Potsdam, Neudeck fait partie de la république de Pologne la même année. Les ruines du manoir ont été démolies vers 1950.